# جون هولدن غريني
جون هولدن غريني (بالإنجليزية: John Holden Greene)‏ هو مهندس معماري أمريكي، ولد في 1777، وتوفي في 1850.